# Santa Amalia
Santa Amalia je španělská obec situovaná v provincii Badajoz (autonomní společenství Extremadura).

## Poloha
Obec je vzdálena 17 km od města Don Benito, 35 km od Méridy a 93 km od města Badajoz. Patří do okresu Vegas Altas a soudního okresu Don Benito. Obcí prochází silnice EX-206 a národní silnice N-430.

## Historie
V roce 1842 čítala obec 250 usedlostí a 960 obyvatel.

## Demografie
| Populace obce Santa Amalia z let (1842–2010) | Populace obce Santa Amalia z let (1842–2010) | Populace obce Santa Amalia z let (1842–2010) | Populace obce Santa Amalia z let (1842–2010) | Populace obce Santa Amalia z let (1842–2010) | Populace obce Santa Amalia z let (1842–2010) | Populace obce Santa Amalia z let (1842–2010) | Populace obce Santa Amalia z let (1842–2010) | Populace obce Santa Amalia z let (1842–2010) | Populace obce Santa Amalia z let (1842–2010) | Populace obce Santa Amalia z let (1842–2010) | Populace obce Santa Amalia z let (1842–2010) | Populace obce Santa Amalia z let (1842–2010) | Populace obce Santa Amalia z let (1842–2010) | Populace obce Santa Amalia z let (1842–2010) | Populace obce Santa Amalia z let (1842–2010) | Populace obce Santa Amalia z let (1842–2010) | Populace obce Santa Amalia z let (1842–2010) |
| -------------------------------------------- | -------------------------------------------- | -------------------------------------------- | -------------------------------------------- | -------------------------------------------- | -------------------------------------------- | -------------------------------------------- | -------------------------------------------- | -------------------------------------------- | -------------------------------------------- | -------------------------------------------- | -------------------------------------------- | -------------------------------------------- | -------------------------------------------- | -------------------------------------------- | -------------------------------------------- | -------------------------------------------- | -------------------------------------------- |
| 1842                                         | 1857                                         | 1860                                         | 1877                                         | 1887                                         | 1897                                         | 1900                                         | 1910                                         | 1920                                         | 1930                                         | 1940                                         | 1950                                         | 1960                                         | 1970                                         | 1981                                         | 1991                                         | 2001                                         | 2010                                         |
| 960                                          | 1 596                                        | 1 699                                        | 1 820                                        | 2 155                                        | 2 312                                        | 2 213                                        | 2 923                                        | 3 204                                        | 3 550                                        | 3 552                                        | 4 398                                        | 4 521                                        | 3 993                                        | 3 740                                        | 4 053                                        | 4 339                                        | 4 338                                        |

## Rodáci
- Ramón Miguel Machón Pascual (1966–2013), básník, diplomat a překladatel

## Odkazy

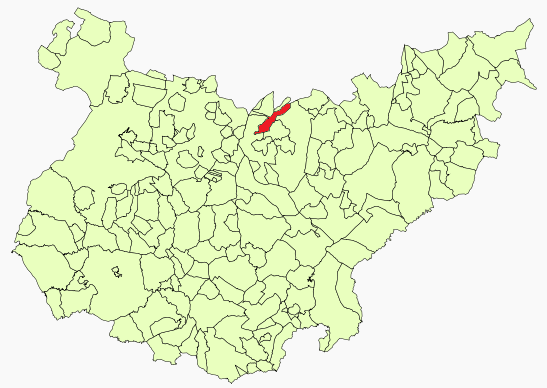
Poloha obce v provincii Badajoz